# Académica Petróleos do Lobito
L'Académica Petróleos do Lobito, sovint conegut com a Académica Lobito, és un club de futbol de la ciutat de Lobito, Angola.
Va ser fundat el 1970 com a Académica da Chilimba. El 1981 canvià al nom actual. El seu camp és l'Estádio do Buraco. Els seus colors són el groc i el negre.

## Palmarès
- Segona Divisió angolesa: [7]
  - 2014